# Konstal ND
ND – wagony tramwajowe doczepne produkowane od 1948 roku.
Wagony ND początkowo produkowane były w Zjednoczonych Fabrykach Maszyn, Kotłów i Wagonów L. Zieleniewski-Fitzner i Gamper, Spółka Akcyjna w Sanoku. Później produkcja wagonów została przeniesiona do Chorzowskiego Konstalu. W 1949, czyli w rok po rozpoczęciu produkcji przyczep ND, rozpoczęła się także produkcja pojazdu silnikowego N. Wagony silnikowe różniły się od przyczep wyłącznie zamontowanymi układami napędowymi. 
Zarówno wagony doczepne ND jak i ich młodsze silnikowe wersje były wzorowane na niemieckiej konstrukcji tramwaju Kriegsstraßenbahnwagen (tramwaj wojenny) oznaczanego skrótowo jako KSW. Konstrukcja ta opracowywana na trudne gospodarczo czasy wojny łączyła w sobie prostą konstrukcję i dużą pojemność, która skutkowała jednak obniżeniem standardu podróży.
Tramwaje były produkowane w różnych odmianach, oznaczanych podtypami ND1, ND2 i ND3. Doczepy z pierwszej serii były najbardziej zbliżone do tramwaju KSW z wyglądu. Posiadały duże okna z niewielkimi, odchylanymi lufcikami, a także asymetrycznie umieszczony ekspozytor tablicy kierunkowej na ścianach czołowych wraz z jednym wywietrznikiem. Tramwaje produkowane później posiadały już nowy wygląd pudła, z symetrycznymi ścianami czołowymi oraz nowymi, opuszczanymi w dół oknami. Do tego, w roku 1951 Sanocka Fabryka Wagonów wyprodukowała serię wagonów ND w stanie przejściowym, które posiadały tradycyjne ściany czołowe, ale nowe okna z boku pojazdu.
Wagony pierwotnie były przystosowane do jazdy dwukierunkowej dzięki zamontowaniu drzwi po obydwóch stronach pojazdu. Wraz z upływem czasu i rozwojem infrastruktury tramwajowej część przyczep ND przebudowywano na jednokierunkowe, jednocześnie modernizowano wówczas drzwi z otwieranych ręcznie na otwierane przez automat obsługiwany z kabiny motorniczego.
W Krakowie wykorzystywanych było w sumie 211 wagonów doczepnych; najwięcej w 1975 r., po uzupełnieniu taboru o używane przyczepy sprowadzone z Warszawy. Ostatnie doczepy ND zostały wyłączone z eksploatacji 27 listopada 1988. Obecnie zachowały się dwa egzemplarze. Wagon opatrzony numerem 538 jest całkowicie oryginalny (posiada drzwi otwierane ręcznie po obu stronach) zaś wagon o numerze 511 posiada zmodernizowane wnętrze (drzwi otwierane automatycznie umieszczone tylko z jednej strony). Oba wagony wystawione są na ekspozycji w Muzeum Inżynierii Miejskiej w Krakowie. Są także używane jako pojazdy Krakowskiej Linii Muzealnej.

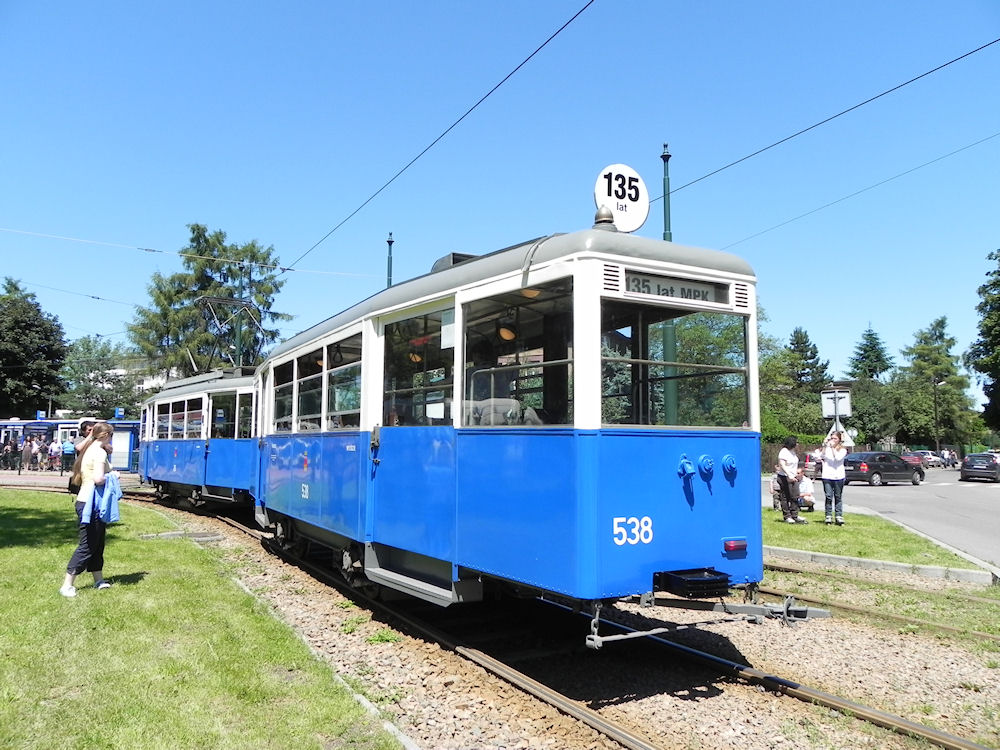
Wagon ND, Kraków